# Забрезский сельсовет
Забрезский сельсовет (белор. Забрэзскі сельсавет) — упразднённая административно-территориальная единица в составе Воложинского района Минской области Республики Беларусь. Административный центр — деревня Забрезье.

## История
Созданный 12 октября 1940 года как Забрэжский сельсовет в составе Воложинского района Барановичской области БССР. Центр — деревня Забрэжжа . С 20 сентября 1944 года в составе Молодечненской области. 16 июля 1954 года к территории сельсовета присоединена территория упразднённого Филипинятского сельсовета. С 20 января 1960 года в составе Минской области. С 25 декабря 1962 года по 6 января 1965 года в составе Молодечненского района. 25 майя 1967 года в состав новообразованного Подберезского сельсовета переданы деревни Лавский Брод и Макаринята. 5 марта 1981 года сельсовет переименованный в Забрезский, а его центр — деревня Забрезье.
18 декабря 2009 года Забрезский сельсовет упразднён. Населённые пункты включены в состав Городьковского сельсовета.

## Состав
На момент упразднения в состав сельсовета входили 19 населённых пунктов: Алещенята, Бартоши, Демидовичи, Долевичи, Жомойдь, Забрезье, Кобыльчицы, Калдыки, Кутенята, Малая Дайновка, Писляковщина, Погорельщина, Ровковичи, Славенск, Строкова Речка, Студенец, Филипинята, Харитоны, Цвировщина.

## Население
Население сельсовета согласно переписи 2009 года составляло 783 человека, из их 99,0 % — белорусы.